# Save Me (Fernsehserie, 2017)
Save Me (koreanischer Originaltitel: 구해줘; RR: Gu-hae-jweo) ist eine südkoreanische Serie, basierend auf dem Webtoon Out of the World von Jo Geum-san. In Südkorea fand die Premiere der Serie am 5. August 2017 auf OCN statt. Im deutschsprachigen Raum wurde die Serie erstmals am 1. Januar 2020 von Netflix mit deutschen Untertiteln veröffentlicht. Der Streamingdienst Paramount+ stellte die Serie am 11. April 2023 erstmalig mit einer deutschsprachigen Synchronfassung zur Verfügung.
Mit Save Me 2 erschien 2019 eine indirekte Fortsetzung der Serie, die jedoch einer komplett anderen Handlung folgt. 

## Handlung
Nachdem das Geschäft ihres Vaters schließen musste, zogen Im Sang-mi und ihre Familie von Seoul nach Muju. Was die Familie zum Zeitpunkt ihres Umzugs jedoch nicht weiß, ist, dass in der Gegend eine Sekte namens Goseonwon Fuß gefasst hat, die nach außen hin vorgibt, fromm und barmherzig zu sein, und seither eine große Anhängerschaft um sich scharen konnte. Doch hinter der Fassade der vermeintlich friedliebenden Glaubensgemeinschaft verbirgt sich ein innerer Zirkel mit unzähligen dunklen Geheimnissen, der auch vor Gewalt, Folter und Mord nicht zurückschreckt, und der die treuesten Anhänger manipuliert und die wahren Absichten von Goseonwon verschleiert.
Schon bald wird die Familie von einem tragischen Schicksalsschlag heimgesucht, der sie schließlich entzweit. Alles beginnt damit, dass Sang-mis Zwillingsbruder Sang-jin, der seit seiner Geburt an einer Behinderung leidet, in der Schule pausenlos gemobbt und sogar attackiert wird. Der Leidensdruck des Jungen wird schließlich so groß, dass er Selbstmord begeht, indem er vom Dach der Schule springt. Nach dem Tod ihres Sohnes bricht die Mutter von Sang-mi zusammen und erholt sich nicht mehr davon. Während dieser Zeit wächst auch Sang-mis Hass und Skepsis gegenüber Goseonwon, da sie die Sekte für den Zustand ihrer Mutter verantwortlich macht.
Der Sektenführer Baek Jung-ki nutzt den Zustand ihrer Eltern aus, um sie für Goseonwon zu gewinnen. Trotz Sang-mis wiederholter Einwände, dass mit Goseonwon etwas nicht stimmt, schließt sich ihr Vater der Sekte an und wird einer Gehirnwäsche unterzogen. Da ihr Vater nun den wirren Ansichten von Goseonwon folgt und ihre Mutter immer noch psychisch labil ist, findet sich Sang-mi fortan in den Fängen der Sekte wieder.
Drei Jahre später trifft die verzweifelte Sang-mi zufällig und unverhofft auf einen ihrer ehemaligen Schulkameraden Han Sang-hwan, den Sohn eines Politikers, der inzwischen Jura studiert, und seine beiden besten Freunde Woo Jung-hoon und Choi Man-hee. Kurz bevor sie von den Schergen der Sekte wieder eingefangen wird, flüstert Sang-mi ihnen zu: "Rette mich". Sang-hwan ist daraufhin fest entschlossen, seine Fehler aus der Vergangenheit wiedergutzumachen und Sang-mi aus ihrer Gefangenschaft zu befreien sowie die wahre Gestalt und die wirklichen Ziele von Goseonwon vor aller Augen zu enthüllen. Unterstützt wird er von Jung-hoon, Man-hee und einem weiteren Freund namens Seok Dong-chul, einem kürzlich aus dem Gefängnis entlassenen Straftäter. Die vier jungen Männer machen sich auf den Weg, um Sang-mi zu retten, wobei jeder seine eigenen Fähigkeiten einbringt. Doch ihr Vorhaben gestaltet sich nicht so einfach, wie sie angenommen haben, und als sie beginnen, alles über Goseonwon in Erfahrung zu bringen, müssen die vier mit Entsetzen feststellen, dass die Sekte nur die Spitze des Eisbergs ist.

## Besetzung und Synchronisation
Die deutschsprachige Synchronisation entstand unter der Dialogregie von Dirk Müller durch die Synchronfirma EVA Studios Germany in Berlin.

### Hauptdarsteller
| Rolle          | Schauspieler | Synchronsprecher   |
| -------------- | ------------ | ------------------ |
| Han Sang-hwan  | Ok Taec-yeon | Jan Makino         |
| Im Sang-mi     | Seo Yea-ji   | Johanna Schmoll    |
| Baek Jung-ki   | Cho Seong-ha | Bastian Sierich    |
| Seok Dong-chul | Woo Do-hwan  | Sebastian Kluckert |

### Nebendarsteller
| Rolle                    | Schauspieler   | Synchronsprecher   |
| ------------------------ | -------------- | ------------------ |
| Woo Jung-hoon            | Lee David      | Sebastian Fitzner  |
| Choi Man-hee             | Ha Hoe-jung    | Till Flechtner     |
| Im Sang-jin              | Jang Yoo-sang  | Tom Raczko         |
| Im Joo-ho                | Jung Hae-kyun  | Jan Kurbjuweit     |
| Jo Wan-tae               | Jo Jae-yun     | Florian Hoffmann   |
| Woo Choon-gil            | Kim Kwang-kyu  | Gerrit Schmidt-Foß |
| Han Yong-min             | Son Byung-ho   | Peter Lontzek      |
| Lee Kang-soo             | Jang Hyuk-jin  | Max Felder         |
| Lee Jin-seok             | Lee Tae-hyung  | Rainer Fritzsche   |
| Cha Joon-goo             | Ko Jun         | Ricardo Richter    |
| Shin Dae-sik             | Lee Jae-joon   | Julian Tennstedt   |
| Lee Ji-hee               | Kang Kyung-hun | Denise Kanty       |
| Yoo-ra                   | Kim Seo-hwi    | Peggy-Sue Emmler   |
| Ehemann von Kang Eun-sil | Son Kyung-won  | Tim Moeseritz      |

## Episodenliste
| Nr. | Deutscher Titel | Originaltitel                                                               | Erstausstrahlung (Südkorea) | Deutschsprachige Erstveröffentlichung (D/A/CH) |
| --- | --------------- | --------------------------------------------------------------------------- | --------------------------- | ---------------------------------------------- |
| 1   | Folge 1         | 깡촌 무지군 그곳에서 싹트는 악의 씨앗                                       | 5. Aug. 2017                | 1. Jan. 2020                                   |
| 2   | Folge 2         | 엇갈리기 시작하는 운명! 과연 신의 뜻은 있는 것일까?!                        | 6. Aug. 2017                | 1. Jan. 2020                                   |
| 3   | Folge 3         | "니는 니 아이가! 어깨피라!" 촌놈 4인방의 뜨거운 우정!                       | 12. Aug. 2017               | 1. Jan. 2020                                   |
| 4   | Folge 4         | "우린 새하늘님의 선택을 받은거야!" 구선원에 계시를 받은 상미가족의 운명은?! | 13. Aug. 2017               | 1. Jan. 2020                                   |
| 5   | Folge 5         | 시간은 갔지만 변한 게 없네                                                  | 19. Aug. 2017               | 1. Jan. 2020                                   |
| 6   | Folge 6         | 어둠 속 들려온 작은 목소리 "구해줘"                                         | 20. Aug. 2017               | 1. Jan. 2020                                   |
| 7   | Folge 7         | 상미에게 뻗친 추악한 사이비의 진실!                                         | 26. Aug. 2017               | 1. Jan. 2020                                   |
| 8   | Folge 8         | '상미'를 구하기 위한 촌놈들의 반란!                                         | 27. Aug. 2017               | 1. Jan. 2020                                   |
| 9   | Folge 9         | 이제부터 시작이다! '상미'를 구출하기 위한 촌놈들의 본격 사투!               | 2. Sep. 2017                | 1. Jan. 2020                                   |
| 10  | Folge 10        | 반드시 세상 밖으로 나갈 거야!                                               | 3. Sep. 2017                | 1. Jan. 2020                                   |
| 11  | Folge 11        | 미안하다는 말 그만하고 어깨 피라!                                           | 9. Sep. 2017                | 1. Jan. 2020                                   |
| 12  | Folge 12        | 하나씩 드러나는 구선원의 추악한 진실!                                       | 10. Sep. 2017               | 1. Jan. 2020                                   |
| 13  | Folge 13        | 구선원을 향한 서예지의 예상치 못한 반격! "확실히 끝낸다"                    | 16. Sep. 2017               | 1. Jan. 2020                                   |
| 14  | Folge 14        | 무엇을 상상하던 그 이상을 볼 것이다!                                        | 17. Sep. 2017               | 1. Jan. 2020                                   |
| 15  | Folge 15        | 예측 불가! 반전에 반전! 아무도 믿지 마라!                                   | 23. Sep. 2017               | 1. Jan. 2020                                   |
| 16  | Folge 16        | 비틀린 믿음의 끝은 어디인가? 구원의 배에서 탈출하라!                        | 24. Sep. 2017               | 1. Jan. 2020                                   |